# Jezioro endoreiczne

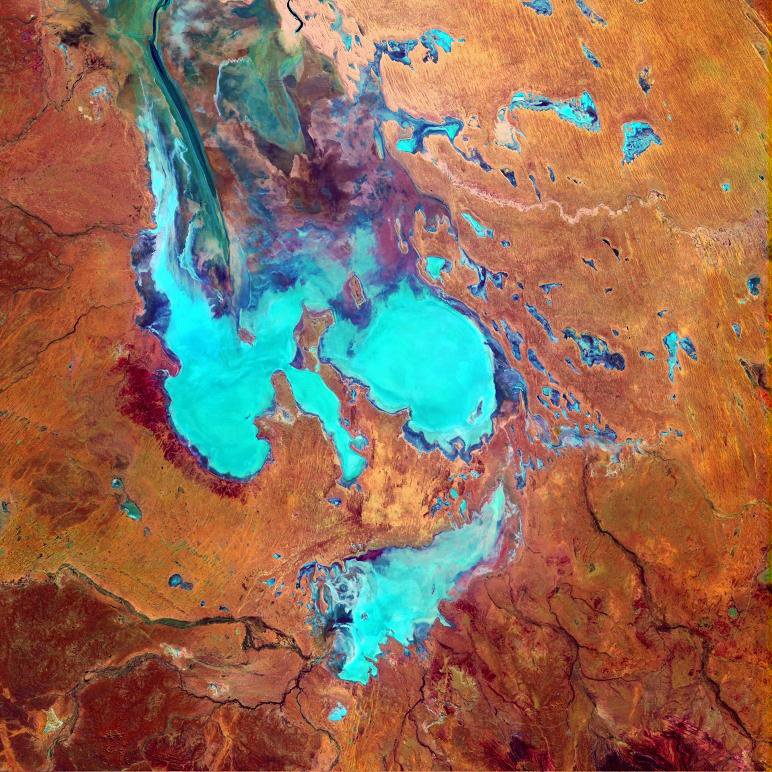
Kompozytowe zdjęcie satelitarne jeziora Eyre złożone ze zdjęć podczerwonych, krótkofalowych i niebieskich

Jezioro endoreiczne (z gr. endo – „wewnątrz” i rhein – „płynąć”) – jezioro bezodpływowe, w którym dopływ wody równoważony jest przez parowanie, przykładem takiego jeziora jest jezioro Eyre w Australii lub jezioro Titicaca w Ameryce Południowej.
Teoretycznie systemy endoreiczne mogą powstać w każdym klimacie, występują one najczęściej w gorących klimatach pustynnych. W miejscach, w których występuje dużo deszczu następuje z reguły erozja brzegu spowodowana ciągłym napływem nowych zasobów wodnych doprowadzając do stworzenia naturalnego odpływu wody. Przykładem takiego systemu jest Morze Czarne, które powstało jako niezależne jezioro i dopiero Morze Śródziemne przełamało bariery pomiędzy tymi dwoma zbiornikami wody.
Na gorących pustyniach, gdzie dopływ wody jest stosunkowo niski, a straty wody poprzez parowanie bardzo wysokie, najczęściej nie dochodzi do utworzenia systemu odpływowego. Zamknięta natura obiegu wodnego często doprowadza do wysokiej koncentracji soli i innych minerałów ściągniętych z obszaru zlewni bezodpływowej i osadzonych na dnie jeziora po odparowaniu wody. Osady zazwyczaj stanowią bardzo płaską powierzchnię, która jest zazwyczaj bardzo twarda. Takie obszary są czasami używane jako pasy startowe dla samolotów lub naturalne tory wykorzystywane na przykład do prób ustanowienia rekordów szybkości pojazdów mechanicznych np. jezioro Bonneville w USA.
Systemy endoreiczne mogą być stałe lub sezonowe. Z powodu zmiany klimatu niektóre jeziora bezodpływowe są praktycznie martwe, nie ma już żadnego źródła dopływu wody i jezioro istnieje tylko z nazwy. Nawet stałe systemy z czasem mogą w dramatyczny sposób zmieniać rozmiar i kształt w czasie suchego sezonu. Wpływ na ich wielkość może mieć także działalność człowieka poprzez budowę zapór czy akweduktów zmniejszających dopływ wody. W wielu krajach rozwijających się niektóre systemy endoreiczne znacznie zmniejszyły się z tych powodów, a to często doprowadza do zwiększenia zasolenia wody, większej koncentracji zanieczyszczeń i konsekwentnego zaburzenia ekosystemu jeziora.